# Unione di comuni Arcipelago Toscano
L'Unione di comuni dell'Arcipelago Toscano era un'unione di comuni della Toscana, formata dai comuni di Campo nell'Elba, Capoliveri, Marciana, Portoferraio, Rio nell'Elba per la provincia di Livorno e di Isola del Giglio per la provincia di Grosseto.

## Storia
Dalla precedente esperienza della Comunità montana Elba e Capraia, soppressa nel 2006, con l'ingresso dell'isola del Giglio si ha la nascita della Comunità montana dell'Arcipelago che a sua volta viene soppressa con il subentro, dal 2009, dell'Unione di Comuni dell'Arcipelago Toscano.
Il 20 maggio 2012 l'Unione è dichiarata estinta.